# Ꚇ̆
Le double tché brève (capitale Ꚇ̆, minuscule ꚇ̆) est une lettre additionnelle de l’alphabet cyrillique qui était utilisée dans l’écriture de l’abkhaze dans la réédition de 1887 de l’étude de l’abkhaze de Peter von Uslar. Elle est composée par un tché double ‹ Ꚇ̆ › avec une brève.

## Utilisation
Le double tché brève est utilisé dans la réédition de 1887 de l’étude abkhaze de Peter von Uslar, Абхазскій языкъ, imprimée avec un alphabet différent de l’alphabet de 37 lettres de 1862 de Peter von Uslar. Von Uslar utilise initialement le Ҽ̆ dans son manuscrit de 1862, mais M. Zavadskiy remplace ce caractère par Ꚇ̆ dans l’édition de 1887. Le Ҽ̆ sera adopté par la suite et est encore utilisé dans l’alphabet abkhaze,.

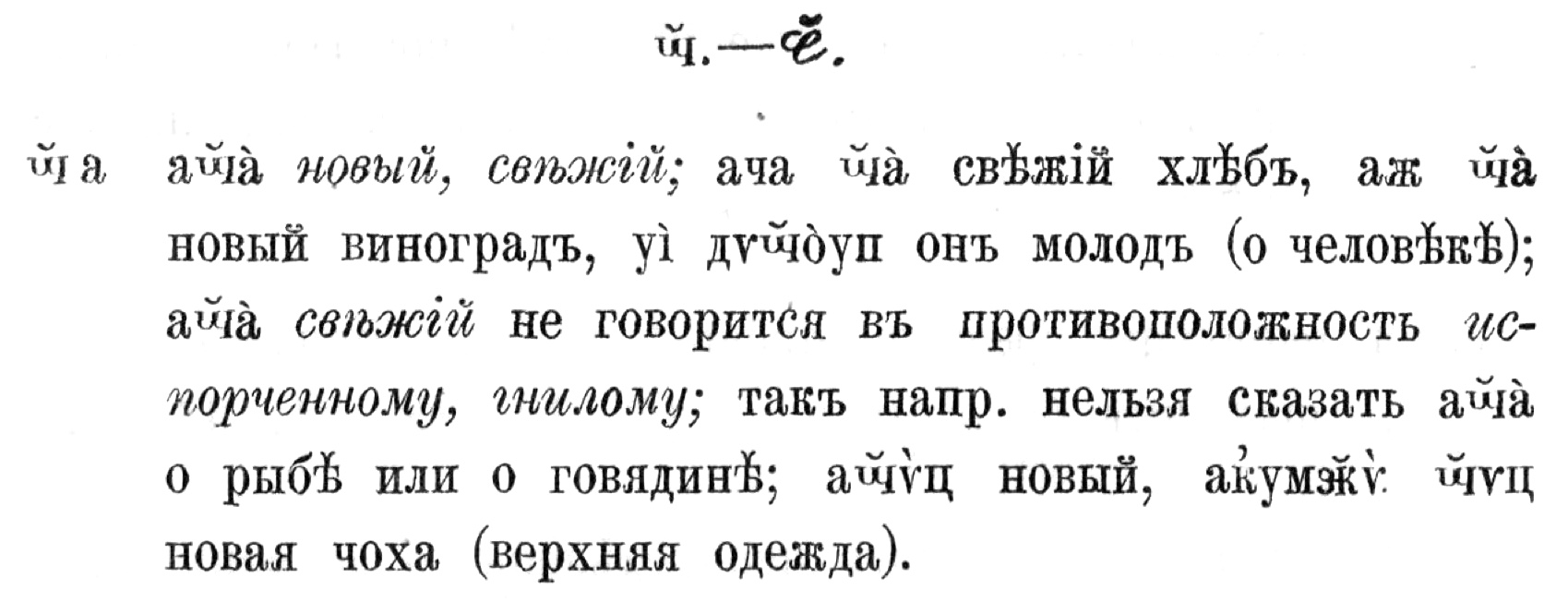
Le double tché brève et sa définition dans von Uslar 1887.

## Représentations informatiques
Le ttché brève peut être représenté avec les caractères Unicode suivants :
| formes    | représentations | chaînes de caractères | points de code | descriptions                                              |
| --------- | --------------- | --------------------- | -------------- | --------------------------------------------------------- |
| capitale  | Ꚇ̆               | Ꚇ◌̆                    | U+A686 U+0306  | lettre majuscule cyrillique double tché diacritique brève |
| minuscule | ꚇ̆               | ꚇ◌̆                    | U+A687 U+0306  | lettre minuscule cyrillique double tché diacritique brève |